# کنشگری رسانه‌ای

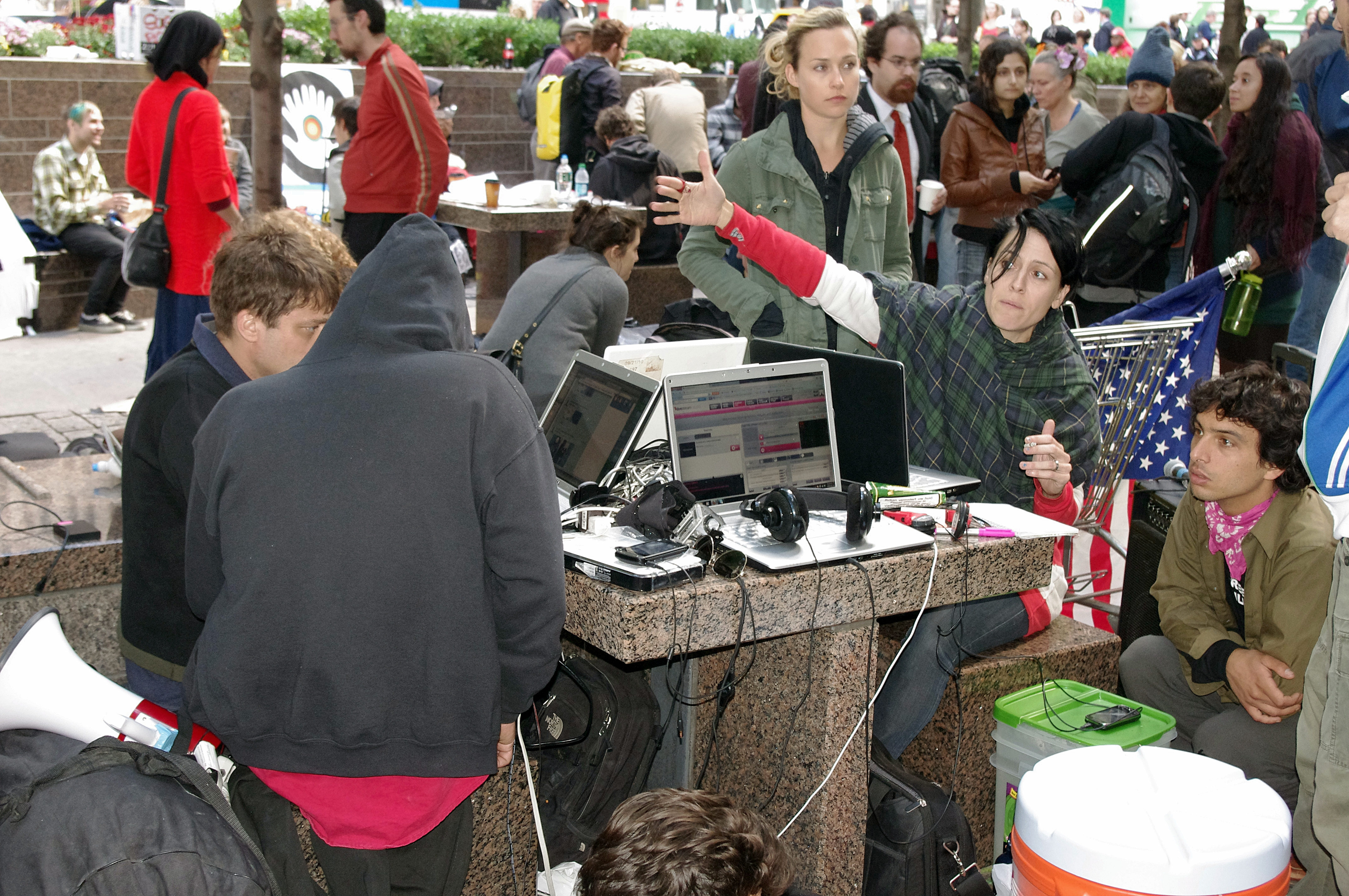
معترضان جنبش اشغال وال استریت در پارک زاکوتی در حال استفاده از لپ‌تاپ‌هایشان، سپتامبر ۲۰۱۱

کنشگری رسانه‌ای (به انگلیسی: Media activism)، طیف وسیعی از کنشگری است که از رسانه‌ها و فناوری‌های ارتباطی برای جنبش‌های اجتماعی و سیاسی استفاده می‌کند. روش‌های کنشگری رسانه‌ای شامل انتشار اخبار در وب‌سایت‌ها، ایجاد تحقیقات ویدیویی و صوتی، انتشار اطلاعات در مورد اعتراضات یا سازماندهی کارزارهای مربوط به سیاست‌های رسانه‌ای و ارتباطی است.
کنشگری رسانه‌ای برای اهداف مختلفی مورد استفاده قرار می‌گیرد. این اهداف، اغلب ابزاری برای فعالان مردمی و آنارشیست‌ها است تا اطلاعاتی را که از طریق رسانه‌های جریان اصلی در دسترس نیست، منتشر کنند یا اخبار سانسور شده را به اشتراک بگذارند. اشکال خاصی از هک کردن با انگیزه سیاسی و کارزارهای مبتنی بر اینترنت نیز کنشگری رسانه‌ای محسوب می‌شوند. معمولاً هدف از کنشگری رسانه‌ای، گسترش آگاهی از طریق ارتباطات رسانه‌ای است که گاهی منجر به اقدام می‌شود.

## سازمان‌ها
- دموکراسی اکنون!
- انصاف و دقت در گزارشگری (FAIR)
- مطبوعات آزاد (سازمان)
- ایندی‌مدیا
- اتحاد رسانه‌ای
- ادبسترز